# Цисте пљувачних жлезда
Цисте пљувачних жлезда по пореклу могу бити конгениталне (урођене) и стечене.

## Етиологија
Конгениталне цисте настају као последица поремећаја у ембрионалном развоју тзв. дуктогеног система пљувачних жлезда. Стечене цисте могу потицати од великих и малих пљувачних жлезда. Цисте великих пљувачних жлезда настају као последица трауматског одвајања делова паренхима (ткива жлезде) од изводног канала у коме долази до задржавања секрета. Опструкција или облитерација канала због повреде или инфекције, може имати за последицу ретенциону цисту.

## Клиничка слика
Цисте малих подслузокожних жлезда су чешће него код великих. Од свих малих пљувачних жлезда цисте се најчешће налазе у усненим жлездама доње усне. Локализују се на прелазу руменог дела према слузници унутрашње површине доње усне. Величина циста је око 1 cm а ређе и више. Циста је покривена истањеном слузокожом кроз коју се види бистри цистични садржај. Садржај цисте је згуснути секрет, боје ћилибара или сламе, развлачи се у нитима, провидан је, а ређе замућен.

## Дијагноза и лечење
Дијагноза се поставља на основу анамнезе, клиничке слике и објективног прегледа.
Лечење цисте великих пљувачних жлезда је хируршко, а састоји се од субтоталног или тоталног уклањања жлезде (паротидектомија) код циста у паротидној жлезди. Цисте подвиличне жлезде се ваде заједно са жлездом. Цисте малих пљувачних жлезда уклањају се ексцизијом (резом) заједно са преосталим ткивом жлезда.